# بیور (اورگن)
بیور (به انگلیسی: Beaver) یک منطقهٔ مسکونی در ایالات متحده آمریکا است که در شهرستان تیلاموک، اورگن واقع شده‌است. بیور ۱٫۰ کیلومتر مربع مساحت و ۱۲۲ نفر جمعیت دارد و ۲۷ متر بالاتر از سطح دریا واقع شده‌است.